# Psilocybe zapotecorum
Psilocybe zapotecorum es una especie de hongo psilocibio y saprótrofo de la familia Hymenogastraceae. Se encuentra en Colombia y México. Es usado por los zapotecos, chatinos y mazatecos en el estado de Oaxaca con fines rituales.
Los zapotecos lo conocen bajo los nombres de piuls de barda, grandote, derrumbe de agua o cañadas.

## Descripción
El píleo (o sombrero) tiene por lo general de 40 a 70 mm de diámetro, es polimórfico, cónico a convexo, plano convexo o campanulado, regular o irregular, a veces papilado o subumbilicato, higrófano, de color amarillento pálido a marrón chocolate, marrón anaranjado o café canela, liso, sublúbrico, a veces con escamas blancas flojas del velo en el margen. Las láminas pueden ser anexadas a sinuosas, de color marrón blanquecino o marrón rojizo pálido a violáceo oscuro, de bordes blanquecinos. El estípite tiene una altura de 100 a 180 por 10 a 15 mm de espesor, estrechándose hacia arriba, sólido a hueco, fibroso, blanquecino a concoloreado con el píleo, cubierto por escamas blancas, cortas o grandes, flocosas y adpresas hacia la base, frecuentemente en disposición multianulada.

## Taxonomía
Psilocybe zapotecorum fue descrita como nueva para la ciencia por el micólogo francés Roger Jean Heim, y la descripción publicada en la revista científica Revue de Mycologie 22: 77 en 1957.
En 2012 el micólogo mexicano Gastón Guzmán realizó una revisión de la especie y especies similares basándose en holotipos y la descripción de los pseudocistidios, pleurocistidios y queilocistidos. Como resultado de lo anterior, realizó una enmienda clasificando a las siguientes especies como sinónimas de P. zapotecorum:
- Psilocybe candidipes Singer & A.H. Sm., 1958
- Psilocybe aggericola Singer & A.H. Sm., 1958
- Psilocybe zapotecorum f. elongata R.Heim,1960
- Psilocybe aggericola var. alvaradoi Singer, 1965
- Psilocybe bolivarii Guzmán, 1968
- Psilocybe barrerae Cifuentes & Guzmán, 1981
- Psilocybe sanctorum Guzmán, 1982
- Psilocybe microcystidiata Guzmán & Bononi, 1984
- Psilocybe zapotecorum var. ramulosum Guzmán & Bononi, 1984[5]
- Psilocybe subzapotecorum Guzmán, 2000
- Psilocybe pseudozapotecorum Guzmán, 2000
- Psilocybe chaconii Guzmán, 2004